# ماگن
ماگن (انگلیسی: Mugen) شرکت خودروسازی ژاپنی است، که در سال ۱۹۷۳ تأسیس شد.